# Fateme Ekhtesari
Fateme Ekhtesari (فاطمه اختصاری, även skrivet som Fatemeh Ekhtesari), född 1986, är en iransk poet.
2013 framträdde Ekhtesari på Göteborgs poesifestival. Efter hemkomsten till Iran fängslades hon, för att senare frisläppas mot borgen. Domen kom 2015 och hon dömdes då till 99 piskrapp och 11,5 år i fängelse för brott mot den islamiska regimen, för osedlighet samt för blasfemi. Fängslandet, och därefter domen, har blivit internationellt uppmärksammade. 2016 lyckades hon fly ut ur landet.

## Biografi
Fateme Ekhtesari föddes 1986 och var bosatt i Karaj. Hon är barnmorska.
Ekhtesari har fått negativ uppmärksamhet från de iranska myndigheterna efter att ha smugit sig in, klädd till pojke, på en fotbollsarena för att kunna se en match mellan Iran och Sydkorea.

### Författande och påverkan
Ekhtesari skriver på persiska, om förlossningar, graviditeter och aborter – om kvinnors villkor. Hon skriver också om politik och om motstånd.
Ekhtesari tillhör en litterär rörelse som kallas "post-modern ghasel" (även ghazal), som utgår ifrån den äldre diktformen ghasel men beskriver det nutida samhället. Hon studerade bland annat för Mehdi Moosavi.
Hennes första diktsamling, Yek bahse feministi ghabl az pokhtane sibzaminiha ('En feministisk diskussion innan potatisen kokar'), gavs ut 2010. Diktsamlingen censurerades  av de iranska myndigheterna och drogs senare tillbaka då det upptäcktes att Ekhtesari lämnat platserna för de censurerade orden tomma för att sedan fylla i dem för hand. Rakhs roye sime khardar ('Dans på taggtråd'), hennes andra bok, väntar fortfarande på iranskt publiceringstillstånd.
Hon har varit redaktör för den postmoderna, numera nedlagda, tidskriften Hamin farad bud ('Det var själva morgondagen').
Ekhtesari deltog i projektet och samarbetet En motståndsrörelse på mitt skrivbord där sex persiska och sex svenska poeter möttes, något som 2013 dokumenterades av tidskriften Kritiker.
| ”                                              | Spring till segertecknets två bittra fingrar till natten, vår natts sorgsna fortsättning till blodet som torkat i våra mungipor till frihetens ofullständiga natt | „ |
| – Ur dikten Spring, i tolkning av Linn Hansén. | |   |

Rapparen Shahin Najafi, vars musik förbjudits i Iran, har använt dikter av Ekhtesari i sina låtar. Trots att Ekhtesari aldrig fått betalt eller varit involverad i något samarbete med Najafi har det räknats menligt för Ekhtesari att Najafi använt hennes texter.
Ekhtesari har också arbetat med dokumentärfilm.

### Rättsfall

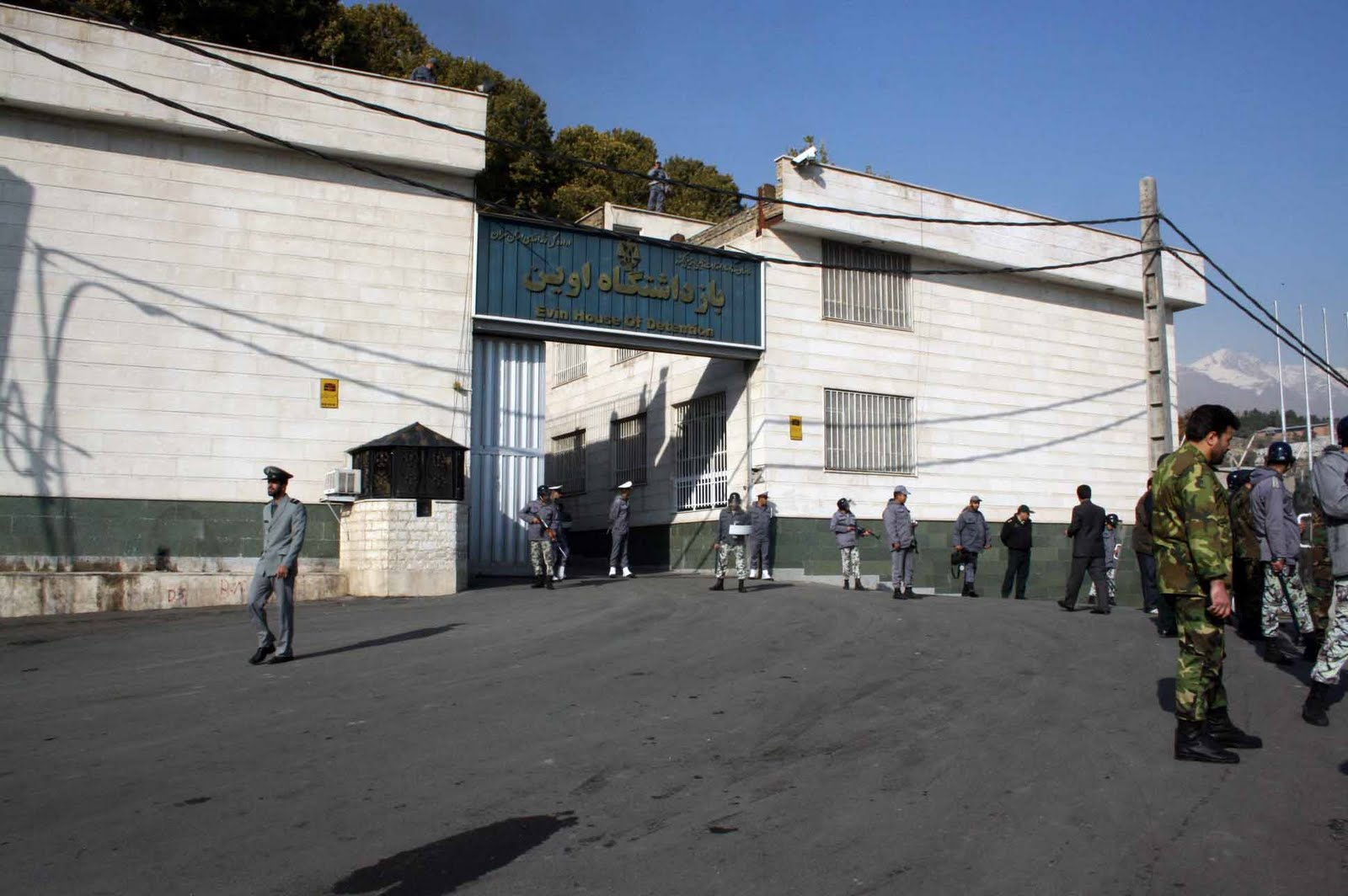
Evin-fängelset. Ekhtesari dömdes 2015 till fängelse och spöstraff.

2013 var Ekhtesari en av de inbjudna poeterna som framträdde på Göteborgs poesifestival. Efter Sverigebesöket arresterades Ekhtesari och hon sattes senare i Evin-fängelset i Teheran. Hennes Facebook-konto hackades och hennes blogg stängdes ned. I början av 2014 kom det första livstecknet från Ekhtesari på över en månad. Svenska PEN, Författarförbundet och Göteborgs poesifestival anordnade den 13 januari 2014 en manifestation, för Ekhtesaris och många andras frisläppande, utanför Irans ambassad på Lidingö. Den 14 januari 2014 släpptes Ekhtesari, samt Mehdi Moosavi som hon fängslats tillsammans med, ur fängelset. Poeterna släpptes mot borgen, och flera förhör har skett efter frisläppandet. 
12 oktober 2015 offentliggjordes en dom, vilken för Ekhtesari innebär 99 piskrapp och 11,5 år i fängelse. Poeterna döms för brott mot den islamiska regimen, för osedlighet samt för blasfemi. I Ekhtesaris fall sju år på grund av "förolämpande av helighet", tre år för att ha publicerat påstått oanständiga bilder på nätet och 18 månader för att ha spritt regimkritisk propaganda. De 99 piskrappen tillskrevs motiveringen "oanständiga förbindelser". Domen föll den 22 juni, vilket var innan rättegången avslutades.

### Flykt till Norge
I januari 2016 meddelade Ekhtesari Associated Press att hon och Moosavi hade flytt Iran. Av säkerhetsskäl ville hon inte avslöja fler detaljer om det hela; senare framkom att hon flytt i slutet av 2015 via Turkiet. Sedan januari 2017 bor Ekhtesari och Moosavi i norska Lillehammer, där de är aktiva som fristadsförfattare via ICORN.
2017 publicerade det London-baserade förlaget H&S Media hennes diktsamling Swimming in the Acid Pool: Shena Kardan Dar Howzche Acid. Det är en tvåspråkig utgåva, med text både på engelska och persiska.